# メットガラ

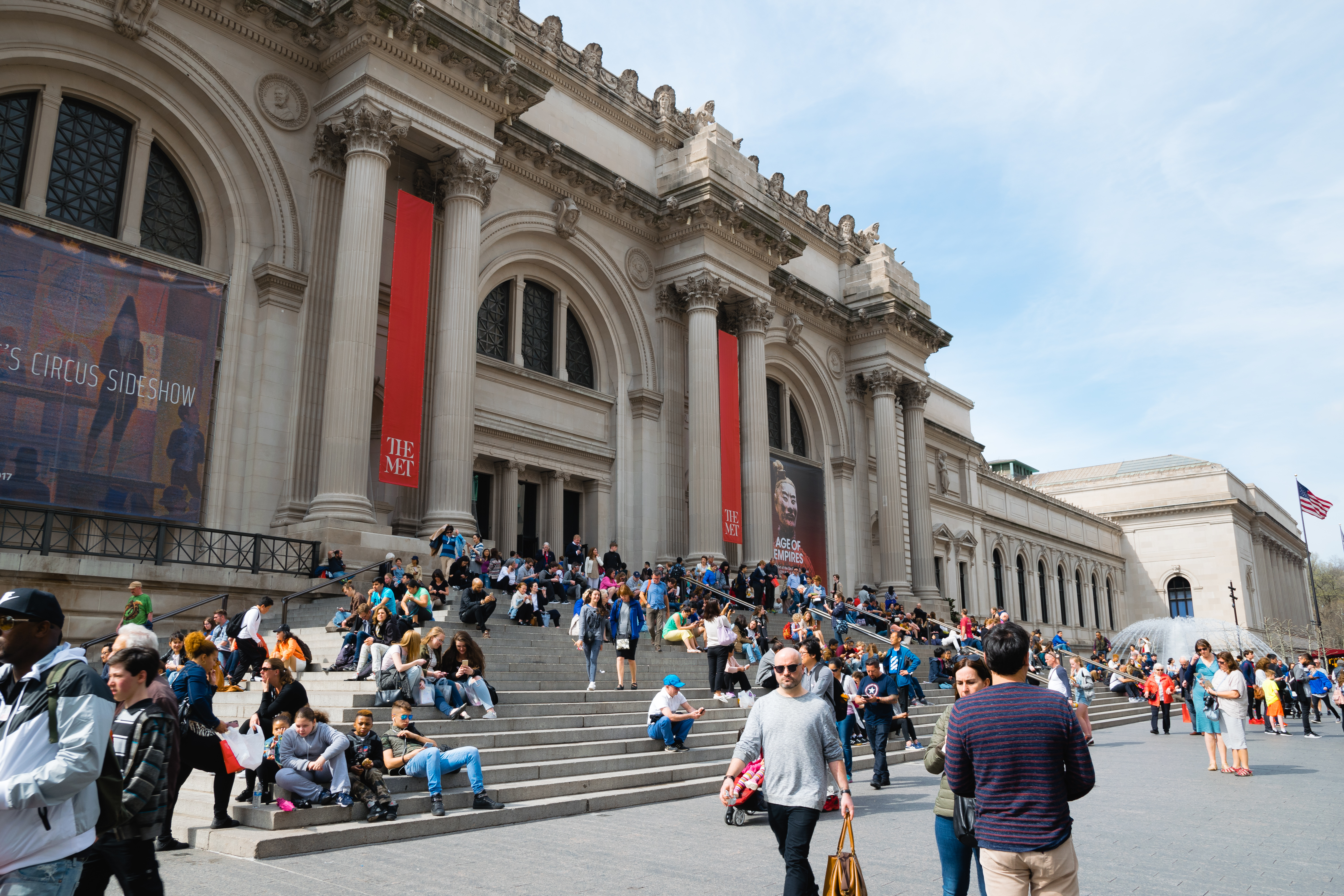
メトロポリタン美術館 、 アッパーイーストサイドの 5番街 、メットガラは1972年以来毎年開催されている

メットガラ（英語: Met Gala）は、毎年5月の第一月曜日にニューヨークのメトロポリタン美術館で開催されるファッションの祭典である。コスチュームインスティテュートガラと正式に呼ばれていて、メットボールの名でも知られており、 ニューヨーク市のメトロポリタン美術館のコスチュームインスティテュート（Costume Institute、服飾研究所）の利益のために毎年行われているチャリティーイベントである。コスチュームインスティテュートの毎年恒例のファッション展示会の開幕を飾る祭典でもある。
世界中から多くのセレブが参加し、それぞれが豪華なドレスを披露する。

## 概要
目的はメトロポリタン美術館の中で唯一「自らの資金で活動を維持する必要がある学芸部門」であるコスチュームインスティテュートの資金調達であり、研究所が毎年開催するファッション展覧会のオープニング・イベントとなっている。1995年からアメリカ版『ヴォーグ』の編集長アナ・ウィンターが主催者を務めている。2018年はメトロポリタン美術館史上最も多くの訪問者を誇る展覧会となり、収益は8桁の金額に上る。そのため、メットガラのレッドカーペットは、デザイナーが作品を発信する最高の機会となっている。
ゲストリストはイベント前夜にならないと公開されないが、世界的スターたちが一堂に会する。2018年はビヨンセと妹のソランジュ、ヒップホップトリオのミーゴス、女優のプリヤンカー・チョープラー、サラ・ジェシカ・パーカー、ゼンデイヤ、リアーナ、ニッキー・ミナージュ、ソフィア・コッポラ等であった。ゲストたちは展覧会テーマに基づいたデザインのドレスで出席するのが毎年の慣例である。スター達の過剰な着こなしを見ることがメットガラの醍醐味となっている。
イベントに出席するのは例年約600人である。チケット価格は1枚約30,000ドル（約417万円）で、テーブルを押さえる場合は約275,000ドル（約3,823万円）かかるが、ゲストとして招待されていれば参加費を払う必要はない。レッドカーペットに登場したゲストたちは展覧会を鑑賞し、自分の席についてディナーとドリンクを楽しむ。パフォーマンスが行われることもあり、2018年はマドンナが特別出演した。
毎年のイベントは、その年のコスチュームインスティテュート展示会のテーマを祝うものであり、展示会のテーマに合うようにゲストがファッションを選択することが期待されるため、夜のフォーマルドレスについてトーンが設定される。
世界で最も著名で排他的な社交イベントの1つとして広く認識され、またニューヨーク市で最大の資金調達の夜の1つであり、2013年に900万ドルが調達され、翌年には1200万ドルを記録した 。メットガラは、研究所の最も顕著な資金源の一つで、2019年には寄付金が2億ドルを超えた。

## 歴史
メットガラは、1948年に、新しく設立されたコスチュームインスティテュートに資金を集め、その年の展示のオープニングを飾る方法としてファッション広報担当のエレノア・ランバートにより設立された。最初のガラは深夜の夕食で、チケットは50ドルだった。
その後数十年間は、ニューヨークの慈善団体が年間に得られる特典の1つにすぎなかった。そのため、参加者のほとんどがニューヨークの上流階級やファッション業界の人々だった。 会場は1948年から1971年までウォルドルフ＝アストリア、セントラルパーク、レインボールームなどで開催された。
1972年に『ヴォーグ』元編集長であるダイアナ・ヴリーランドがコスチュームインスティテュートのコンサルタントになった事でデザイナーやファッション業界関係者、セレブリティーらを一同に集めて開催される形式となり、「豪華で大ヒットのイベント」「ニューヨークの宝石」「社交界の頂点」として有名になった。最初にメットガラが開催されたのもテーマが紹介されたのも、ヴリーランド時代である。
1995年にアナ・ウィンターが研究所の所長となってからは、よりセレブを中心としたイベントへとシフトしていった。華やかな衣装をまとい、レッドカーペットを歩く様子がメディアの注目を浴びるようになった。
エリザベス・テイラー、アンディ・ウォーホル、ビアンカ・ジャガー、ダイアナ・ロス、エルトン・ジョン、ライザ・ミネリ、ダイアナ・ロス、シェールなどの有名人が街のエリートに混じって参加することで、より注目されるイベントとなり始めた。

## 詳細
メットガラは、インスティテュートの毎年恒例のファッション展示会のオープニングセレモニーとして機能する主要な資金調達イベントである。イベントに続いて、展覧会が数ヶ月間開催される。
2014年の展示会は、2014年5月8日から8月10日まで開催された。芸術、ファッション、上流社会、映画、音楽の人物が参加するこのイベントは、1948年からメットで開催されており 、ファッション業界で最も重要なレッドカーペットイベントと評価されている。そのレッドカーペットのファッションは、広く写真に撮られ、レビューされ、批評され、模倣されている。ガラの開催のため、博物館は5月の第1月曜日には休館となる。
Vogue誌の編集長であり、1995年からガライベントの議長を務めるアナ・ウィンター（1996年と1998年を除く）は、利益委員会とゲストリストの両方を監督し、Vogueスタッフが招待者のリストの作成を支援している。2014年には、イベントの独占性を高めるために価格が10,000ドル引き上げられた後、公式のゲストリスト外の人の個別チケットは30,000米ドルかかることになった。年間のゲストリストは、約650または700人に制限されている。

## テーマ
毎年このイベントにはテーマがあり、カクテルアワーとフォーマルディナーが含まれ  カクテルアワーの間、ゲストはレッドカーペットの上を歩き、その年の特別なテーマの展示会を見学。テーマは、毎年恒例の展示会の雰囲気を整えるだけでなく、その年のテーマを支持するために服を着ようとするゲストのためにも設定されるが  2013年のように、明確な文体的な指示を提供しないため、テーマが少し混乱する場合もあり、2014年のように一方の性別にとって、他方の性別よりもはるかに難しいテーマというのもある 。
- 1971–1972:ダンディ(Fashion Plate) 1971年10月-1972年1月[43][44]
- 1972–1973: (Untailored Garments) 1972年1月-7月[45][46]
- 1973–1974:バレンシアガの世界(The World of Balenciaga)1973年3月-9月[47]
- 1974–1975:ロマンティックで華やかなハリウッドのデザイン(Romantic and Glamorous Hollywood Design)1974年11月 – 1975年8月[44][48]
- 1975–1976:アメリカ女性のスタイル (American Women of Style)1975年12月-1976年8月[44][49]
- 1976–1977:栄光のロシア(The Glory of Russian Costume)1976年12月-1977年8月[44][50][51]
- 1977–1978:虚栄と軽薄の世界:宝の山 (Vanity Fair: A Treasure Trove)1977年12月-1978年9月[44][52]
- 1978–1979:ディアギレフ:バレエ・リュスの衣装とデザイン (Diaghilev: Costumes and Designs of the Ballets Russes)1978年11月-1979年6月[44]
- 1979–1980:ハプスブルク時代のファッション:オーストリア=ハンガリー帝国 (Fashions of the Habsburg Era: Austria-Hungary) 1979年12月-1980年8月[44][53]
- 1980–1981:満州の女性：清時代の中国の衣装（The Manchu Dragon: Costumes of China, the Chi'ng Dynasty）1980年12月 – 1981年8月[44]
- 1981–1982:18世紀の女性（The Eighteenth-Century Woman） 1981年12月 – 1982年9月[44][54][55]
- 1982–1983:ベル・エポック（La Belle Époque）1982年12月 – 1983年9月[44][56]
- 1983–1984:イヴ・サン＝ローラン：25歳のデザイン（Yves Saint Laurent: 25 Years of Design）1983年12月 – 1984年9月[44][57]
- 1984–1985:人馬（Man and the Horse）1984年12月 – 1985年9月[44][58]
- 1985–1986:インド王室の衣装 (Costumes of Royal India) 1985年12月 – 1986年8月[44][59]
- 1986–1987:ダンス（Dance) 1986年12月 – 1987年9月[44][60]
- 1987–1988:流行の：コスチューム・インスティテュートの50年を祝う（In Style: Celebrating Fifty Years of the Costume Institute) 1987年11月 – 1988年4月[44][61]
- 1988–1989:女王から皇后へ：ビクトリア女王時代のドレス 1837-1877 (From Queen to Empress: Victorian Dress 1837–1877 )1988年12月 – 1989年4月[44][62]
- 1989–1990:ナポレオンの時代：革命から帝国までの衣装，1789-1815（The Age of Napoleon: Costume from Revolution to Empire, 1789–1815）1989年12月 – 1990年4月[44]
- 1990–1991:テアトルドゥラモード - マネキン：オートクチュールの競争 (Théâtre de la Mode – Fashion Dolls: The Survival of Haute Couture) 1990年12月 – 1991年4月[44]
- 1991–1992:ガラは行われたが、衣裳店は行われなかった[63]
- 1992–1993:ファッションと歴史：ダイアログ（Fashion and History: A Dialogue）1992年12月 – 1993年3月[44][64]
- 1993–1994:ダイアナ・ヴリーランド：控えめなスタイル（Diana Vreeland: Immoderate Style) 1993年12月 – 1994年3月[44][65]
- 1994–1995:オリエンタリズム：洋装における東洋のビジョン（Orientalism: Visions of the East in western dress）1994年12月 – 1995年3月[44][66][67]
- 1995–1996:オートクチュール（Haute Couture）1995年12月 – 1996年3月[44][68]
- 1996–1997:クリスチャン・ディオール (Christian Dior) 1996年12月 – 1997年3月)[44][69][70]
- 1997–1998:ジャンニ・ヴェルサーチ (Gianni Versace ) 1997年12月 – 1998年3月[44][71][72][73]
- 1998–1999:キュビズムとファッション（Cubism and Fashion） (1998年12月10日 – 1999年3月14日)[44][74]
- 1999–2000:ロックスタイル（Rock Style）1999年12月9日 – 2000年3月19日[44][75]
- 2000–2001:ガラは行われたが、衣裳店は行われなかった[76]
- 2001:ジャクリーン・ケネディ：ホワイトハウスの年 (Jacqueline Kennedy: The White House Years) 2001年3月1日 – 7月29日[44][77]
- 2001–2002:ガラは行われたが、衣裳展は行われなかった[76]
- 2003:女神:クラシカル・モード(Goddess: The Classical Mode) 2003年5月1日 – 8月3日[44][78]
- 2004:危険な関係:18世紀のファッションと家具(Dangerous Liaisons: Fashion and Furniture in the 18th Century) 2004年4月27日 – 8月8日[44][79]
- 2005:シャネルの家(The House of Chanel )2005年5月5日– 8月7日[44][80]
- 2006:アングロマニア-英国心酔-:イギリスファッションの伝統と罪 (AngloMania: Tradition and Transgression in British Fashion) 2006年5月3日 – 9月6日[44][81]
- 2007:ポワレ:ファッション王(Poiret: King of Fashion) 2007年5月9日– 8月5日[44][82][83]
- 2008:スーパーヒーロー:ファッションとファンタジー(Superheroes: Fashion and Fantasy) 2008年5月7日 – 9月1日[44][84][85]
- 2009:ミューズ(女神)としてのモデル:ファッションの具現(The Model As Muse: Embodying Fashion) 2009年5月6日 – 8月9日[44][86][87][88]
- 2010:アメリカ人女性：国民性を作り上げるもの( American Woman: Fashioning a National Identity )2010年5月5日 – 8月10日[44][89][90][91]
- 2011:アレキサンダー・マックイーン：野生の美( Alexander McQueen: Savage Beauty )2011年5月4 日 – 8月7日[92][93]
- 2012:スキャパレリとプラダ：不可能な会話( Schiaparelli and Prada: Impossible Conversations )2012年5月10日 – 8月19日[94]
- 2013:パンク：カオスからクチュールまで(Punk: Chaos to Couture) 2013年5月9日 – 8月14日[95][96]
- 2014:チャールズ・ジェームズ：ファッションを超えて( Charles James: Beyond Fashion) 2014年5月8日 – 8月10日[97][98][99]
- 2015:鏡越しに見る中国( China: Through the Looking Glass) 2015年5月7日 – 9月7日[100]
- 2016:手仕事と機械／テクノロジー時代のファッション ( Manus x Machina: Fashion In An Age Of Technology[101])
- 2017:川久保玲／コム デ ギャルソン／間の技 ( Rei Kawakubo/Comme des Garçons: Art of the In-Between[102])
- 2018: 天体:ファッションとカトリックの想像力  (Heavenly Bodies: Fashion and the Catholic Imagination) 2018年5月10日 – 10月8日[103]
- 2019:キャンプ：ファッションについてのノート( Camp: Notes on Fashion) 2019年5月9日 – 9月9日 [104]
- 2020:時間について：ファッションと持続時間 (About Time: Fashion and Duration) 2020年5月7日 – 9月7日[105]　
  - 新型コロナウイルス感染症感染拡大の余波により無期限延期とされていたが、2020年5月20日にメトロポリタン美術館が5月19日（現地時間）、正式に中止することを発表した。[106]

- 2021:イン・アメリカ：ファッションの辞書 (In America: A Lexicon of Fashion) 2021年9月13日[107]
- 2022:イン・アメリカ：ファッションのアンソロジー (In America: An Anthology of Fashion) 2022年5月2日[108]
- 2023:カール・ラガーフェルド：美のライン (Karl Lagerfeld: A Line of Beauty) 2023年5月1日予定[109]
- 2024:展覧会テーマ：眠れる美への追憶──ファッションがふたたび目覚めるとき(Sleeping Beauties: Reawakening Fashion）、ドレスコード「時間の庭」(The Garden of Time)2024年5月6日[110]
- 2025:展覧会テーマ：華麗なるブラック・スタイル(Superfine: Tailoring Black Style)、ドレスコードは、「あなただけの仕立て」(Tailored For You) 2025年5月5日[110]

### ギャラリー

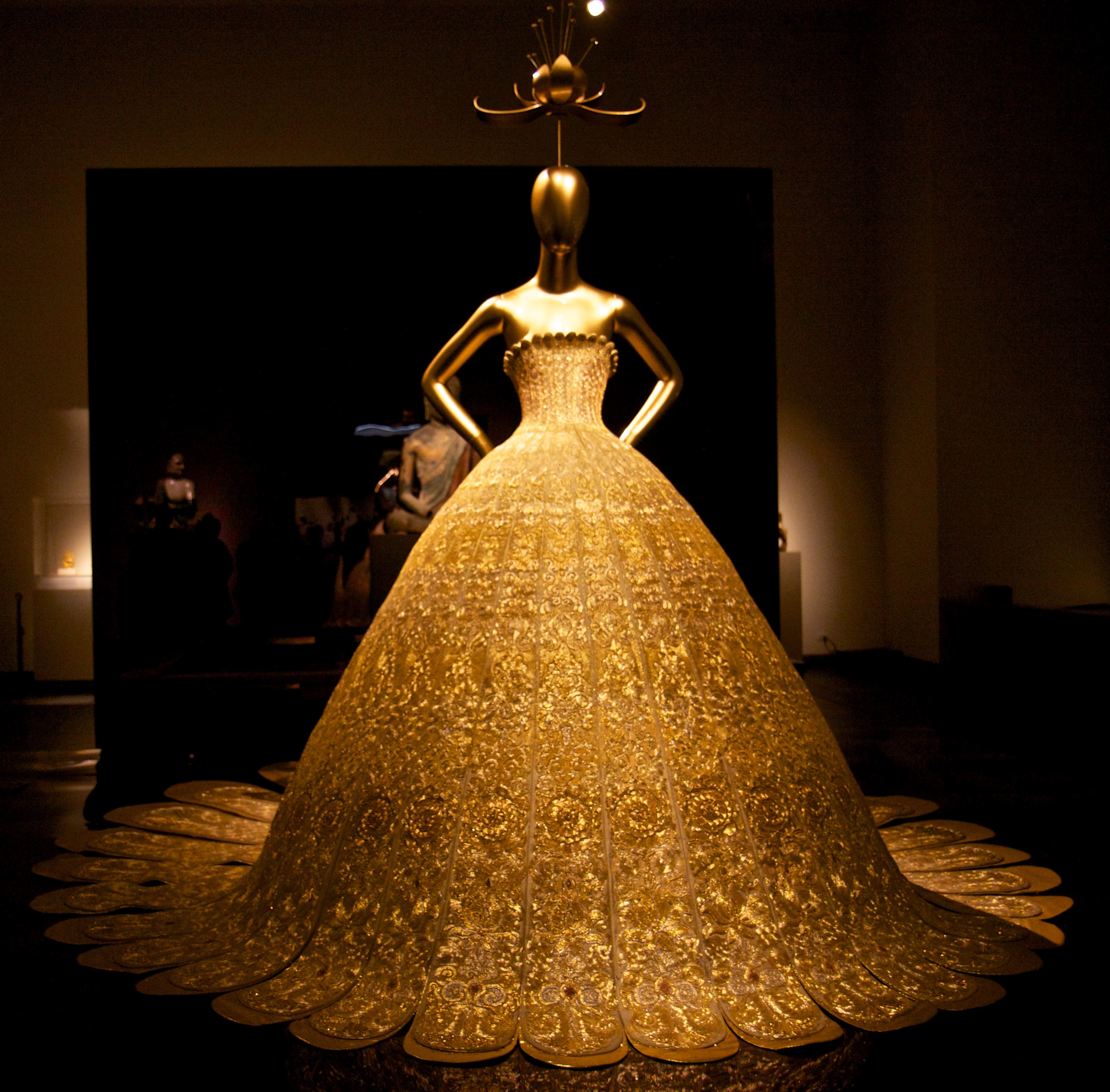
2015年の「中国：鏡を通して」に展示されたGuo Peiのガウン
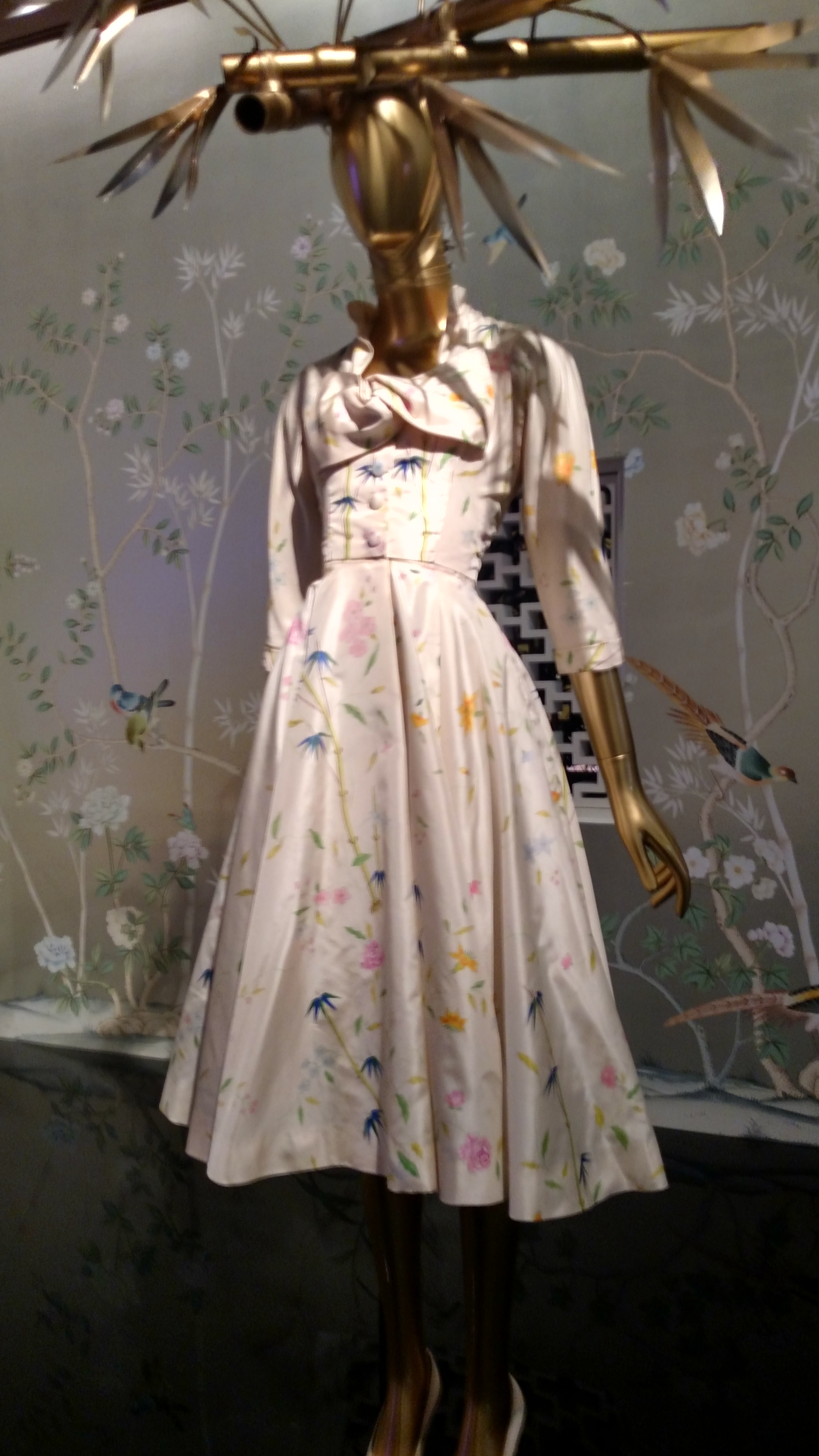
中国の花をモチーフにしたバレンシアガのドレス
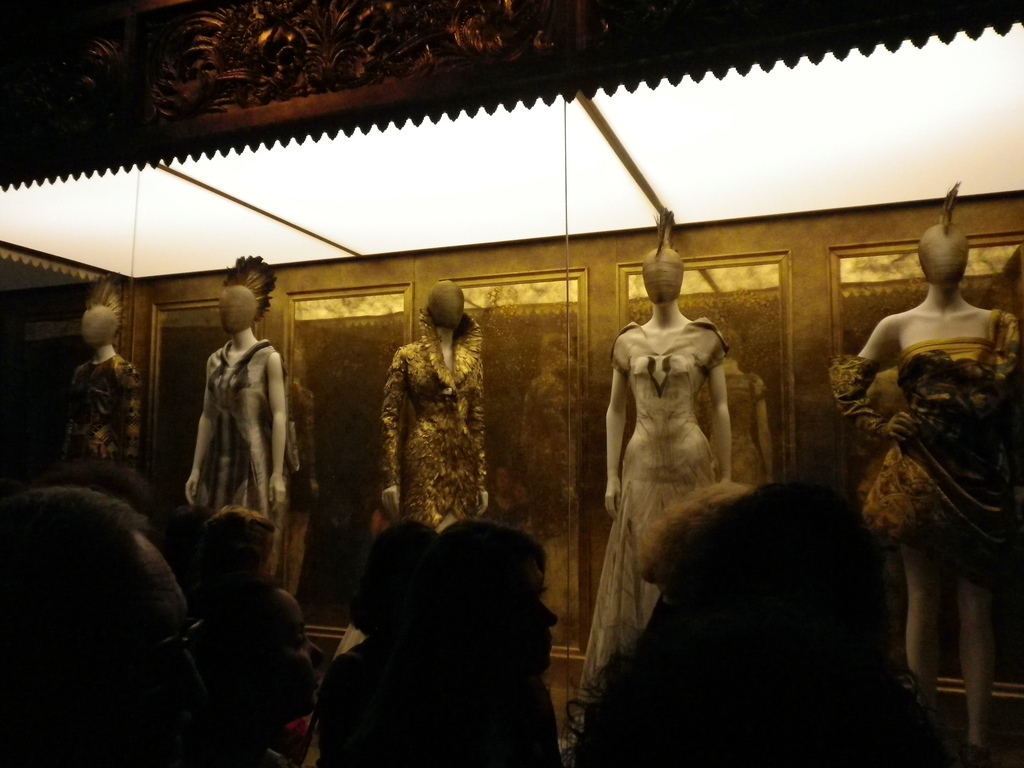
サベージビューティー展

## 共同ホスト、名誉ホスト、エンターテイメント
ガラのホスト（議長とも呼ばれる）を務めるアナ・ウィンターのほかに、毎年さまざまな共同ホストと名誉ホストがいる。 過去の共同ホストと名誉ホストのリストには、エンターテイメントも含まれる。 
| ガラの日付                | 共同ホスト | 名誉ホスト                                                     | エンターテイメント                 |
| ------------------------- | --- | -------------------------------------------------------------- | ---------------------------------- |
| 1995年12月4日             | Annette de la Renta, Clarissa Bronfman                                                                              | カール・ラガーフェルド, ジャンニ・ヴェルサーチ                 | N/A                                |
| 1998年12月7日             | ミウッチャ・プラダ, Paula Cussi, Pia Getty                                                                          | なし                                                           | N/A                                |
| 1999年12月6日             | トミー・ヒルフィガー, Aerin Lauder                                                                                  | なし                                                           | N/A                                |
| 2001年4月23日             | Christina and Lindsay Owen-Jones, Annette and オスカー・デ・ラ・レンタ, Carolina Herrera                            | キャロライン・ケネディ, Edwin A. Schlossberg                   | N/A                                |
| 2003年4月28日             | トム・フォード, ニコール・キッドマン                                                                                | なし                                                           | N/A                                |
| 2004年4月26日             | None | ジェイコブ・ロスチャイルド, Jayne Wrightsman                   | N/A                                |
| 2005年5月2日              | カール・ラガーフェルド,ニコール・キッドマン                                                                         | カロリーヌ・ド・モナコ                                         | N/A                                |
| 2006年5月1日              | クリストファー・ベイリー, シエナ・ミラー                                                                            | Rose Marie Bravo, デヴォンシャー公                             | N/A                                |
| 2007年5月7日              | ケイト・ブランシェット, Nicolas Ghesquière                                                                          | フランソワ・アンリ・ピノー                                     | N/A                                |
| 2008年5月5日              | ジョージ・クルーニー, ジュリア・ロバーツ                                                                            | ジョルジオ・アルマーニ                                         | N/A                                |
| 2009年5月4日              | ケイト・モス, ジャスティン・ティンバーレイク                                                                        | マーク・ジェイコブス                                           | N/A                                |
| 2010年5月3日              | オプラ・ウィンフリー, Patrick Robinson                                                                              | なし                                                           | レディー・ガガ                     |
| 2011年5月2日              | コリン・ファース, ステラ・マッカートニー                                                                            | フランソワ・アンリ・ピノー,サルマ・ハエック                    | フローレンス・アンド・ザ・マシーン |
| 2012年5月7日              | キャリー・マリガン, ミウッチャ・プラダ                                                                              | ジェフ・ベゾス                                                 | ブルーノ・マーズ                   |
| 2013年5月6日              | ルーニー・マーラ, Lauren Santo Domingo, Riccardo Tisci                                                              | ビヨンセ                                                       | カニエ・ウェスト                   |
| 2014年5月5日              | Aerin Lauder, ブラッドリー・クーパー, オスカー・デ・ラ・レンタ, サラ・ジェシカ・パーカー, Lizzie and Jonathan Tisch | なし                                                           | フランク・オーシャン               |
| 2015年5月4日              | ジェニファー・ローレンス, コン・リー, マリッサ・メイヤー, ウェンディ・デン                                          | Silas Chou                                                     | リアーナ                           |
| 2016年5月2日              | テイラー・スウィフト, イドリス・エルバ, ジョナサン・アイブ                                                          | Nicolas Ghesquière, カール・ラガーフェルド, ミウッチャ・プラダ | ザ・ウィークエンド                 |
| 2017年5月1日              | ジゼル・ブンチェン and トム・ブレイディ, ケイティ・ペリー, ファレル・ウィリアムス                                   | 川久保玲                                                       | ケイティ・ペリー                   |
| 2018年5月7日              | Amal Clooney, リアーナ, ドナテラ・ヴェルサーチ                                                                      | クリスティンとスティーブン・シュワルツマン                     | マドンナ                           |
| 2019年5月6日              | レディー・ガガ, ハリー・スタイルズ, セリーナ・ウィリアムズ, Alessandro Michele                                      | なし                                                           | シェール                           |
| 2020年5月4日を予定 (中止) | メリル・ストリープ, エマ・ストーン, リン＝マニュエル・ミランダ, Nicolas Ghesquiere                                  | なし                                                           | N/A                                |
| 2021年9月13日             | トム・フォード, アダム・モッセーリ,ティモシー・シャラメ、ビリー・アイリッシュ、アマンダ・ゴーマン,大坂なおみ        | Instagram                                                      | ジャスティン・ビーバー             |
| 2022年5月2日              | レジーナ・キング, ブレイク・ライヴリー, ライアン・レイノルズ, Lin-Manuel Miranda                                    | Instagram                                                      | レニー・クラヴィッツ               |
| 2023年5月1日              | デュア・リパ, ミカエラ・コエル, ペネロペ・クルス, ロジャー・フェデラー                                              | なし                                                           | 後日発表予定                       |
| 2024年5月6日              | バッド・バニー、クリス・ヘムズワース、ジェニファー・ロペス、ゼンデイヤ                                              |                                                                |                                    |
| 2025年5月5日              | ファレル・ウィリアムス、ルイス・ハミルトン、エイサップ・ロッキー、コールマン・ドミンゴ                              | レブロン・ジェームズ                                           |                                    |

## 日本人出席者
- 2017年 - 中田英寿[135]、福島リラ[135]、水原希子[135]
- 2018年 - 森星[135]
- 2019年 - 小林直己[135]、森星
- 2021年 - 大坂なおみ（共同ホスト）
- 2025年 - アンナ・サワイ[135]

## 論争
2014年に燕尾服のドレスコードを発表し、多くのメディアは、セレブリティのゲストでさえ、伝統的な燕尾服を入手することは困難であり費用もかかると指摘した。
2015年、テーマ「中国：鏡を通して」は、以前は「中国のささやき：アート、映画、ファッションにおける東洋物語」と名付けられた。同年のテーマは、「何世紀にもわたってアジアの孤立主義が全面的に複雑化した微妙な制度化された人種差別のリマインダーであり、ソーシャルメディアの無知とミーム可能な性質によって悪化した西洋のステレオタイプに耐えている」と評論家に語らせた。
2016年、マドンナはテーマ「マヌスxマキナ：テクノロジー時代のファッション」を流しながら、ガラの歴史の中で最も物議を醸す衣装の1つを提供した。彼女はジバンシィクリエイティブディレクターリカルド・ティシがデザインしたアンサンブルを着用し、胸などを露出させた。マドンナは、「私たちは世界中で公民権と同性愛者の権利のために戦い続けてきました。 女性の権利に関して言えば、私たちはまだ暗い時代にいます。 メットボールでの私のドレスは、政治的な声明であり、ファッションの声明でもありました。」と語っている。
2018年、ローマカトリックがテーマの際、ミトラ (司教冠)を身に着けたリアーナが登場した。カトリック教会がバチカンから40以上の教皇の服を貸し、ティモシーM.ドーラン枢機卿が出席していたにもかかわらず、ソーシャルメディア上のカトリックはそれを「冒涜的」かつ「犠牲的なコスプレ」と呼んだ。カイル・スミスは、カトリック教会は実際には「そのシンボルへの嘲笑を扇動している」と主張した。
2018年、アナ・ウィンターは18歳未満のゲストはガラに参加できない場合があると公表した。